# Formosus

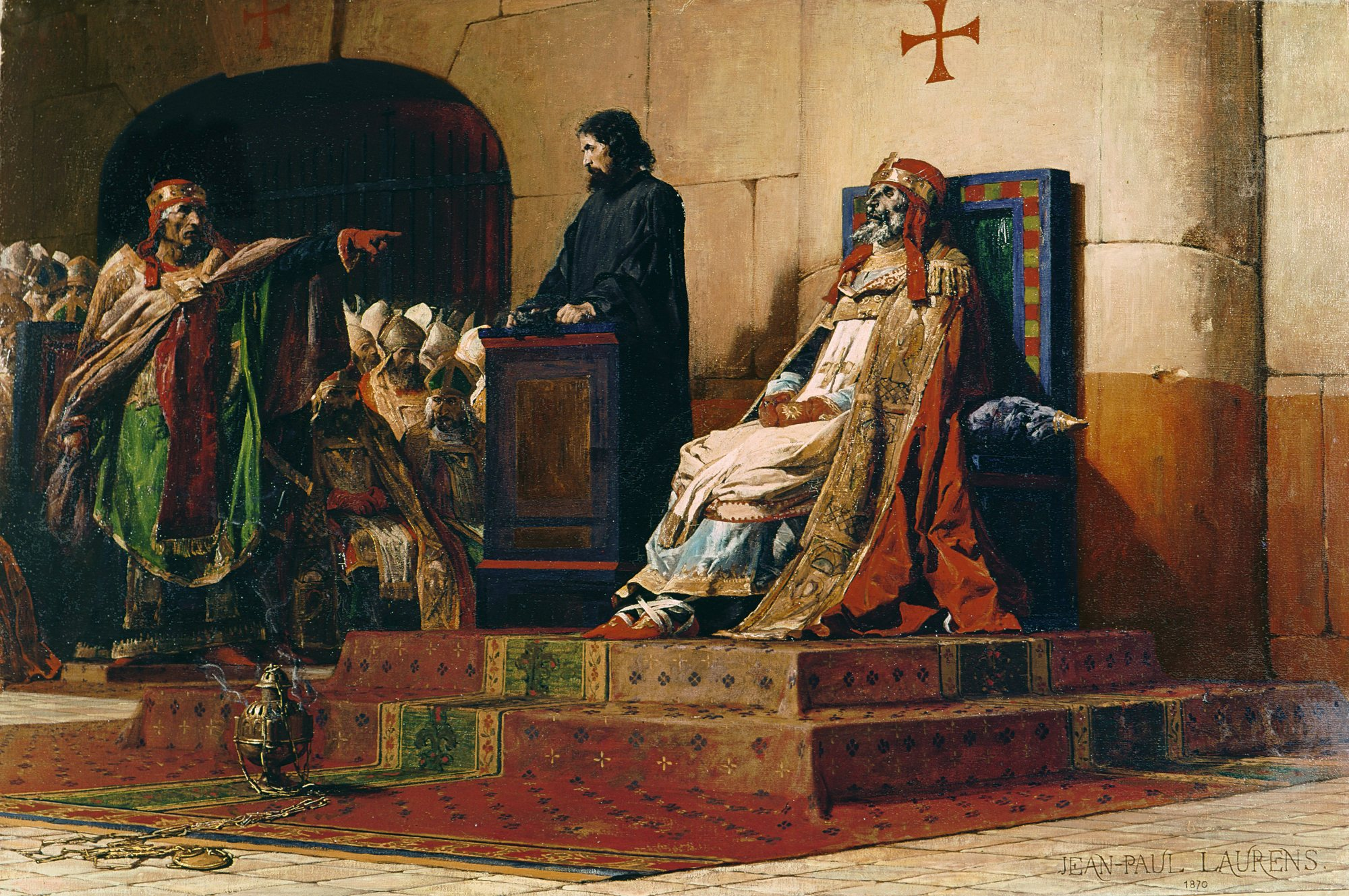
Papst Formosus und Stephan VI. Darstellung der Leichensynode in einem Gemälde von Jean-Paul Laurens (1870)

Formosus (* ca. 816; † 4. April 896 in Rom) war von 891 bis 896 Papst.

## Leben

### Aufstieg innerhalb der Kirche (ab 864)
Der zum Zeitpunkt seiner Wahl 75-jährige Formosus war zuvor  Bischof von Porto bei Rom gewesen. Im Jahr 864 übernahm er die Aufgabe eines Legaten bei den Bulgaren und sollte nach dem Willen von Boris I. erster Metropolit von Bulgarien werden. Politisch ließ sich die Einrichtung des Metropolitats jedoch nicht durchsetzen. In den folgenden Jahren übernahm er mehrfach diplomatische Missionen für die Päpste. 875 verhandelte er mit Karl dem Kahlen über dessen Kaiserkrönung. Ein Jahr später enthob Papst Johannes VIII. Formosus seines Bischofsamtes, weil er sich an einer Verschwörung beteiligt habe. Von Marinus I. wurde er einige Jahre später wieder eingesetzt und diente erneut als päpstlicher Berater.

### Wahl zum Papst, Kaiserkrönungen, Konflikte mit dem Stadtadel (891–896)
Am 6. Oktober 891 wurde Formosus ohne größere Wahlauseinandersetzungen Papst. Er wiederholte wohl widerwillig die Kaiserkrönung von Guido von Spoleto und krönte dessen Sohn, den Grafen Lambert von Spoleto, zum Mitkaiser. Allerdings wurden Guido und Lambert bald darauf so mächtig, dass Formosus den ostfränkischen König Arnulf von Kärnten zu Hilfe rief. Dieser eroberte Rom und wurde 896 selbst Kaiser. Zudem geriet Formosus in Konflikt mit dem römischen Stadtadel. Formosus starb am 4. April 896. 

## Leichensynode (897), Streit um sein Gedenken
Nach der kurzen Amtszeit von Bonifatius VI. hielt der Spoleto-freundliche Stephan VI. im Januar 897 über den Leichnam des Formosus (s. Leichensynode) wegen seiner angeblichen Usurpation des Papstthrons Gericht. Dem Leichnam wurden die Schwurfinger amputiert und er wurde in den Tiber geworfen, doch noch 897 hob Stephans Nachfolger Theodor II. die Beschlüsse der Leichensynode wieder auf und ließ Formosus, dessen Leichnam von seinen Anhängern aus dem Tiber geborgen worden war, wieder in der Vatikanischen Nekropole begraben. Unter Papst Sergius III., einem Anhänger Stephans VI., wurde die Partei des Formosus erneut verfolgt. Er ließ Formosus’ Überreste nach zehn Jahren im Grab ein zweites Mal exhumieren, die restlichen Finger der Schwurhand abtrennen und die Leiche dann erneut in den Tiber werfen. Sie soll sich jedoch im Netz eines Fischers verfangen haben, wurde später in die Basilika Alt-St. Peter zurückgebracht und dort zum dritten Mal bestattet.